# Zitti e buoni
«Zitti e buoni» (pronunciación en italiano: /ˈtsitti e bˈbwɔːni/; en español: «Callados y buenos») es una canción de la banda italiana Måneskin, incluida en su segundo álbum de estudio, Teatro d'ira: Vol. I (2021). Escrita por los cuatro integrantes de la banda y producida por ellos mismos con apoyo de Fabrizio Ferraguzzo, es una canción hard rock que critica la opresión a las generaciones más jóvenes y emite un mensaje a ser fiel a sí mismo. Fue lanzada como primer sencillo del disco el 3 de marzo de 2021 a través de los sellos discográficos Sony Music y RCA Records.
«Zitti e buoni» ganó el Festival de la Canción de San Remo 2021 y el Festival de la Canción de Eurovisión 2021. Tras ello se convirtió en un éxito comercial en Europa al alcanzar la primera posición en las listas de Finlandia, Grecia, Lituania, los Países Bajos y Suecia, además de haber ingresado al top 5 en Austria, Bélgica, Italia, Noruega, Portugal y Suiza. La actuación en Eurovisión fue elogiada por la prensa y se convirtió en la más vista en YouTube.

## Antecedentes y composición
«Zitti e buoni» fue compuesta por los cuatro integrantes de la banda, Damiano David, Ethan Torchio, Thomas Raggi y Victoria De Angelis, quienes además la produjeron con apoyo de Fabrizio Ferraguzzo. La primera versión de la canción fue escrita en 2016 como una balada, pero con el pasar de los años la banda la fue modificando hasta convertirla en una canción de rock. En una entrevista sus miembros comentaron que el título hace referencia a «una ira catártica, nuestra ira transformada en algo positivo, que nos lleva a cambiar las cosas». La letra de la canción es una crítica a las generaciones adultas que no entienden ni valoran a las más jóvenes, que son invitadas por la banda a mantenerse fiel a sí mismos y no quedarse callados. Para la revista NME, la letra abarca temas como vencer los prejuicios y encontrar la redención, que son comunes en las canciones de la banda.
La canción pertenece al género hard rock y en su versión original tiene una duración de tres minutos con doce segundos. Está escrita en la tonalidad de mi menor y el registro vocal de Damiano David se extiende entre las notas mi menor y la mayor. Fue publicada como primer sencillo de Teatro d'ira: Vol. I el 3 de marzo de 2021.

## Festival de la Canción de Eurovisión 2021
El 6 de marzo de 2021, Måneskin participó en el Festival de la Canción de San Remo 2021 en la categoría de Big Artists con «Zitti e buoni», que resultó como la canción ganadora tras recibir 32.97 % de los votos del jurado, 35.16 % de la prensa y 53.53 % del público, para un promedio final de 40.68 %. Tal triunfo resultó ser una sorpresa para la prensa italiana, ya que históricamente muy pocas canciones de rock habían prosperado en el festival.

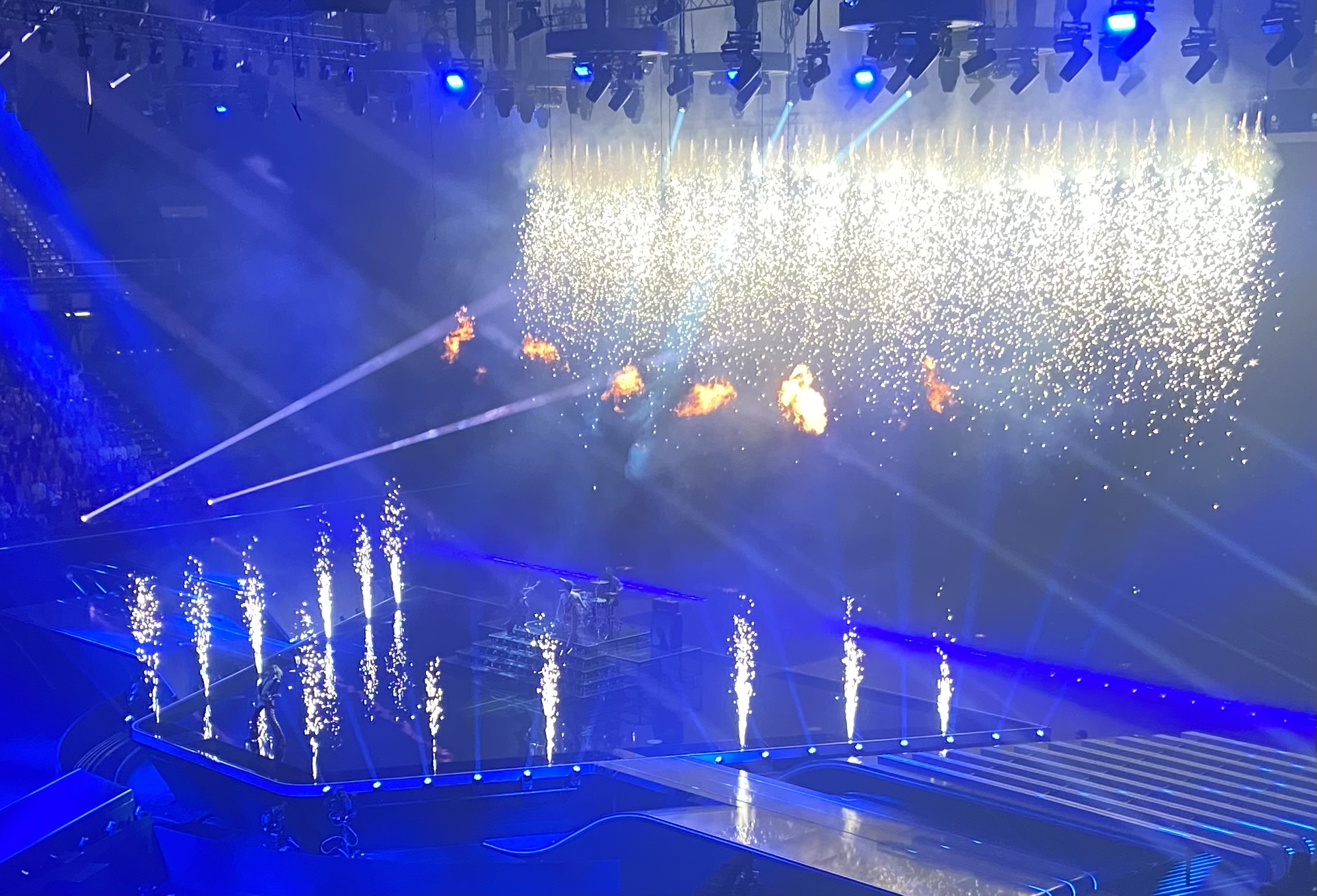
Måneskin tocando «Zitti e buoni» en el Festival de la Canción de Eurovisión 2021.

La canción representó a Italia en el Festival de la Canción de Eurovisión 2021, después de que Måneskin aceptara la oferta de representar al país tras su victoria en el Festival de la Canción de San Remo 2021. Como Italia es miembro del Big Five, la canción avanzó automáticamente a la final, que se celebró el 22 de mayo de 2021 en el Rotterdam Ahoy en Róterdam (Países Bajos). Algunas partes de la letra tuvieron que ser modificadas entre el Festival de San Remo y Eurovisión por contener lenguaje soez (se reemplazó Vi conviene toccarvi i coglioni por Vi conviene non fare più errori y Non sa di che cazzo parla por Non sa di che cosa parla). La versión enviada a Eurovisión también fue recortada en el segundo verso para ajustarse a la norma del límite de tres minutos por canción. En las presentaciones los integrantes de la banda usaron trajes de cuero rojo diseñados por Etro y botas de Christian Louboutin. Los atuendos fueron descritos como «una mezcla glam rock entre Jimi Hendrix y Velvet Goldmine».
Como la favorita a llevarse el triunfo, la canción ganó el concurso con un total de 524 puntos, divididos en 318 puntos de televoto (primer lugar) y 206 puntos del jurado (cuarto lugar). Italia recibió los 12 puntos de televoto por parte de Bulgaria, Malta, San Marino, Serbia y Ucrania, así como los 12 puntos del jurado por parte de Croacia, Eslovenia, Georgia y Ucrania. En su actuación tras ganar el concurso, la banda interpretó la versión sin censura de la canción. El triunfo de Måneskin supuso la primera vez que una banda y una canción de rock ganaban el festival desde la victoria de Lordi con «Hard Rock Hallelujah» en 2006. Fue además la tercera vez que Italia ganaba el festival y la primera vez desde 1990. Igualmente, fue la segunda vez que un país del Big Five ganaba, tras Alemania en 2010. Con excepción de Damiano David, todos los integrantes de la banda se convirtieron en los primeros artistas nacidos después de 2000 en ganar el festival.
La victoria de Måneskin fue ampliamente celebrada en Italia tanto por el público como por la prensa, siendo la celebración comparada con la ocurrida tras el triunfo de la selección de fútbol italiana en la Copa Mundial de Fútbol de 2006. Asimismo, la banda recibió la aclamación de la crítica y la prensa tanto por sus presentaciones como por la canción; Ben Beaumont-Thomas de The Guardian dijo que «Måneskin tiene una notoria autenticidad y un sonido rock estremecedor», además que «la manera en que Damiano David recita las letras en italiano suena sensualmente impresionante en todo momento». Nick Levine de la revista NME escribió que la participación de la banda fue un «estruendo de rock innegable con un toque de Franz Ferdinand en sus elegantes riffs de guitarra». Diversos músicos de todo el mundo felicitaron a  Måneskin por su victoria y elogiaron la actuación, entre ellos Vasco Rossi, Laura Pausini, Alex Kapranos, Steven Van Zandt y Simon Le Bon. De igual forma, la banda recibió las felicitaciones del Gobierno de Italia. Al 15 de junio de 2021, un mes después la celebración del concurso, la actuación había recibido más de 54 millones de visitas en YouTube, lo que la convirtió en la más vista del canal de Eurovisión, superando a la ofrecida por «Euphoria» de Loreen en 2012.

## Rendimiento comercial
«Zitti e buoni» debutó en la posición número 14 del listado semanal de éxitos en Italia y subió hasta el número 2 a la semana siguiente tras su victoria en el Festival de la Canción de San Remo 2021. Posteriormente fue certificada con cinco discos de platino por parte de la Federación de la Industria Musical Italiana (FIMI) tras exceder 350 mil unidades vendidas en el país.
Tras ganar el Festival de la Canción de Eurovisión 2021, ingresó al top 10 de los más escuchados a nivel mundial en Spotify y se convirtió en la canción en italiano más escuchada en un solo día. Subsecuentemente, alcanzó la posición número 1 en las listas de éxitos de Finlandia, Grecia, Lituania, los Países Bajos y Suecia. También alcanzó el número 2 en Austria, Noruega y Suiza, el número 4 en Portugal, el número 6 en la República Checa, el número 8 en Eslovaquia y el número 9 en Alemania e Islandia. En el Reino Unido llegó hasta la posición número 17 del UK Singles Chart y se convirtió en la primera canción en italiano en entrar al top 20 desde 1992, así como la canción ganadora de Eurovisión mejor posicionada desde el número 11 alcanzado por «Heroes» de Måns Zelmerlöw en 2015. La canción recibió discos de oro en Austria, Portugal y Suecia, así como discos de platino en España, Grecia, Polonia y Suiza.

## Posicionamiento en listas

### Semanales
| País              | Lista (2021)            | Mejor posición |
| ----------------- | ----------------------- | -------------- |
| Alemania          | German Singles Chart    | 9              |
| Austria           | Ö3 Austria Top 40       | 2              |
| Bélgica (Flandes) | Ultratop 50             | 2              |
| Bélgica (Valonia) | Ultratop 40             | 43             |
| Dinamarca         | Tracklisten             | 18             |
| Eslovaquia        | Singles Digitál Top 100 | 8              |
| España            | Top 50 Canciones        | 16             |
| Estados Unidos    | Hot Hard Rock Songs     | 8              |
| Finlandia         | Finnish Singles Chart   | 1              |
| Francia           | French Singles Chart    | 107            |
| Grecia            | Digital Singles Chart   | 1              |
| Hungría           | Single (Track) Top 10   | 15             |
| Irlanda           | Irish Singles Chart     | 12             |
| Islandia          | Tonlist                 | 9              |
| Israel            | Weekly Parade 10        | 11             |
| Italia            | Top Singoli             | 2              |
| Letonia           | Latvijas Top 40         | 12             |
| Lituania          | AGATA Top 100           | 1              |
| Noruega           | VG-lista                | 2              |
| Países Bajos      | Single Top 100          | 1              |
| Portugal          | AFP Top 100             | 4              |
| Reino Unido       | UK Singles Chart        | 17             |
| República Checa   | Singles Digitál Top 100 | 6              |
| Suecia            | Sverigetopplistan       | 1              |
| Suiza             | Swiss Singles Chart     | 2              |

### Certificaciones
| País     | Organismo certificador | Certificación | Ventas certificadas | Ref.   |
| -------- | ---------------------- | ------------- | ------------------- | ------ |
| Austria  | IFPI — Austria         | Oro           | 15 000              | [ 63 ] |
| España   | PROMUSICAE             | Platino       | 40 000              | [ 43 ] |
| Grecia   | IFPI — Grecia          | Platino       | 20 000              | [ 9 ]  |
| Italia   | FIMI                   | 5× Platino    | 350 000             | [ 36 ] |
| Polonia  | ZPAV                   | Platino       | 20 000              | [ 44 ] |
| Portugal | AFP                    | Oro           | 5000                | [ 64 ] |
| Suecia   | GLF                    | Oro           | 40 000              | [ 65 ] |
| Suiza    | IFPI — Suiza           | Platino       | 20 000              | [ 66 ] |